# الیوت باننی
الیوت باننی (انگلیسی: Elliot Bunney؛ زادهٔ ۱۱ دسامبر ۱۹۶۶) ورزشکار دو و میدانی اهل بریتانیا است.